# Lac des Mines d'Or
Lac des Mines d'Or, est un lac artificiel, situé en Haute-Savoie, réparti majoritairement sur la commune de Samoëns et de Morzine en France.

## Toponymie
Le lac des Mines d’or doit son nom aux recherches d’or dans la région au XIXe siècle.

## Histoire

### Formation du lac
Le lac est créé en 1981 par la commune de Morzine, lors de la construction d'une route qui barre une ancienne zone humide,. Une fois le fond du bassin creusé, une géomembrane imperméable est posée pour accueillir l'eau qui provient de ruisseaux environnants.

### Aménagements
Les berges du lac sont par la suite végétalisées pour mieux ancrer le lac dans son environnement. En 2004, sa digue est renforcée d'une géomembrane pour parer aux fuites d’eau. La baignade y est interdite.
Accessible par la route, le lac s'est par la suite doté d'un parking et de plusieurs restaurants. Le lac est fréquenté par des amateurs de pêche et de randonnée, de par sa proximité avec le GR5 et plusieurs sentiers menant en Suisse.